# Chalepoxenus brunneus
Chalepoxenus brunneus é uma espécie de formiga da família Formicidae. Pode ser encontrada na Argélia e Marrocos.

## Biologia
A C. brunneus é uma formiga parasita sem obreiras, que vive nos formigueiros da Leptothorax cf. marocanus; quando invade um formigueiro, se não for morta ou expulsa pelas obreiras, a rainha C. brunneus mata ou paralisa, à ferroada, a rainha e várias das obreiras da espécie hospedeira, após o que tende a ser aceite pelas obreiras sobreviventes. O comportamento de matar a rainha e parte das obreiras à ferroada é típico das formigas esclavagistas classificadas no género Chalepoxenus, supondo-se que a C. brunneus derive de uma espécie esclavagista que tenha deixado de ter obreiras (tal e qual como, no género Epimyrma, a E. adlerzi e a E. corsica, outras duas espécies parasitas sem obreiras que matam a rainha hospedeira, que também se supõe terem a sua origem em espécies esclavagistas)..
A descendência da C. brunneus é predominantemente feminina, com um rácio de machos/rainhas de 0,43.